# خايمي روميرو
خايمي روميرو غوميز (بالإسبانية: Jaime Romero Gómez)‏ الشهير باسم خايمي روميرو (مواليد 31 يوليو 1990 في فالديغانغا - إسبانيا) لاعب كرة قدم إسباني لعب لصالح نادي الدرجة الأولى أودينيزي الإيطالي منذ 2009 في مركز الوسط المحوري لكنه انتقل في 2013 لصفوف نادي الدرجة الأولى ريال مدريد .

## روابط خارجية
- خايمي روميرو على موقع اتحاد تركيا (لاعب) (الإنجليزية)
- خايمي روميرو على موقع قاعدة بيانات كرة القدم.إي يو (الإنجليزية)
- خايمي روميرو على موقع Soccerbase.com (لاعب) (الإنجليزية)
- خايمي روميرو على موقع Soccerway.com (الإنجليزية)
- خايمي روميرو على موقع عالم كرة القدم.نت (الإنجليزية)
- خايمي روميرو على موقع كووورة
- خايمي روميرو على موقع AS.com (الإسبانية)